# NMS Locotenent Lepri Remus
Le NMS Locotenent Lepri Remus était une canonnière de Lutte anti-sous-marine spécialisée de la marine militaire roumaine. Initialement construite comme aviso de la marine française baptisée La Chiffonne à la fin de la Première Guerre mondiale, elle a été achetée par la Roumanie en janvier 1920 et a été modifié en mouilleur de mines. Au début de la Seconde Guerre mondiale le navire a coulé sur une mine à l'embouchure du Danube le 11 janvier 1941.

## Construction et spécifications
Le Locotenent-Comandor Stihi Eugen était une canonnière de la classe Friponne. Construite à l'Arsenal de Lorient, elle a été lancée en 1917 et commandée par la marine française sous le nom de La Chiffonne en 1918. Elle a été vendue à la Roumanie en janvier 1920 avec trois autres unités identiques (La Mignonne, La Friponne, L'Impatiente).
Cette classe avait un déplacement de entre 344 et 443 tonnes. Sa propulsion se composait de deux moteurs diesel Sulzer alimentant deux arbres, résultant en une puissance de 900 ch qui lui a donné une vitesse de pointe de 15 nœuds. Elle avait une autonomie de 3.000 milles marins à 10 nœuds et de 1.600 milles marins à 15 nœuds, transportant 30 tonnes de carburant. Elle était armée, à l'origine, de deux canons navals de 100 mm et de deux lanceurs de charge profonde de 400 mm, son équipage comptant 50.

## Service
La canonnière a servi dans la mer Méditerranée. Le 9 janvier 1920, le navire a été acheté par la Roumanie (avec trois autres unités jumelles) et le 15 janvier elle est entrée dans la marine sous le nom de "Locotenent Lepri Remus" et la désignation latérale "Lp". Le navire a été nommé d'après un officier de la marine roumaine décédé pendant la Première Guerre mondiale. 
Au tournant de 1939 et 1940, l'armement de l'unité est modernisé : les deux canons de 100 mm sont démantelés et deux canons antiaériens simples (Canon de 3,7 cm SK C/30) sont installés à la place et le navire a été adapté pour transporter des mines. 

## Fin de carrière
Le navire a coulé le 11 janvier 1941 à l'embouchure du Danube après avoir franchi un champ de mines roumain, érigé la veille par le mouilleur de mines Aurora.